# 李儁 (大韩帝国)
李儁（1859年12月18日—1907年7月14日），字舜七，号一醒，又号海史、青霞、海玉，曾用名性在、汝天、璿在，本贯全州李氏，韩国独立运动家，殉国志士，海牙密使事件的中心人物之一。朝鲜王室的远房亲戚，系朝鲜太祖异母兄李元桂的后裔。

## 生平

### 早年生涯
1859年（哲宗十年），李儁出生于咸镜道北青。父亲是李秉瓘。早年学习汉学，曾于1887年参加科举考试，并在乡试中举。后来他去首都汉城等地游历，一度做了金炳始的门客。李儁为人刚直豪爽，正气凛然，热衷新事物，爱国心非常强烈。《骑驴随笔》对此记录道：
|  | ……为人强劲，富于冒险，有百折不夺之气。与人言，其酬酢径庭直发……。 |

甲午更张以后，李儁留心近代文明，进入法官养成所学习，毕业后进入法部，任主事。1896年2月11日“俄馆播迁之时，法部大臣张博被高宗列为逆贼五大臣之一而下令逮捕，张博闻讯逃走后，李儁害怕自己受到牵连，也翻墙躲进日本公使馆并亡命日本。他在日本期间，曾在早稻田大学学习法律，1898年卒业后归国。
李儁回国时，正赶上如火如荼的独立协会运动。李儁积极投身这次运动，他加入了独立协会，多次在万民共同会上发表慷慨激昂的演说，强烈要求伸张民权，守护国家主权。独立协会被镇压以后，李儁遭到政府的迫害，“自是被嫌疑目，囚放无常”。然而他依然不屈不挠，与原独立协会运动参与者李商在、闵泳焕、李相卨、李东辉、梁起铎等人秘密结社，并于1902年暗中成立了改革党，企图推进国家政治的改革。

### 救国运动
1904年，日俄战争爆发，日本控制了大韩帝国政府，签订了《日韩议定书》；后来又出笼了亲日组织“一进会”，李儁对此十分愤慨，组建了“共进会”与之对抗。1905年1月，李儁被逮捕，并被流放到黄海道铁岛。一个月后在闵泳焕的周旋下被释放。1905年5月，他又组建了宪政研究会，在政治改革的名义下从事抗日救亡运动。
1905年11月17日，日本强迫韩国政府签订了《日韩保护协约》，剥夺了大韩帝国的外交权，将韩国变为日本事实上的殖民地。李儁等爱国志士奔走呼号，企图挽回国家主权。他开始投身教育事业，参加了爱国文化启蒙运动，1906年，他组织了国民教育会，建立了普光学校，采取教育救国的方针。1907年又积极响应国债报偿运动 （页面存档备份，存于），在汉城建立了国债报偿联合会议所。李儁还在当年4月加入了安昌浩等人组建的新民会，是抗日救国活动的积极分子。由于李儁长期活动，在韩国知识界颇有威望，因此日本人为了笼络他，就授给他平理院检事一职。但是李儁为人刚正不阿，因此很快就因为忤逆上级而于1907年3月被罢免。

### 海牙密使
1907年初，李儁听说荷兰海牙举办万国和平会议的消息以后，非常兴奋，认为这是挽回国家主权的大好良机。他在新民会会员李会荣、闵泳焕的姻亲朴尚宫的帮助下与高宗皇帝李熙秘密在宫中见面，请求高宗以他为特使出使万国和平会议，得到了高宗皇帝的许可。高宗授予李儁以及前议政府参赞李相卨、前驻俄公使秘书李玮钟委任状以及高宗给万国和平会议的亲笔信，让他们三人秘密前往荷兰海牙，向各国抗议日本的侵略行径，希望藉此得到欧美列强的同情和援助以收复主权。
1907年4月22日，李儁从汉城出发，来到了俄国的符拉迪沃斯托克，与李相卨会合后又乘火车沿西伯利亚大铁路抵达俄罗斯帝国首都圣彼得堡，与李玮钟会合，一同前往荷兰海牙。6月25日，李儁等3人到达了海牙，将高宗的亲笔信及授予他们的委任状出示给会议主席、俄国代表涅立道夫伯爵，企图获得正式列席权。涅立道夫把韩国代表问题推诿给主办国荷兰，于是他们又去找荷兰政府，荷兰人以各国均已承认《日韩保护协约》、韩国无外交权为由拒绝他们列席会议。
此时日本人已经知道韩国密使抵达海牙，对此十分震怒，日本外相林董及韩国统监伊藤博文电令日本驻荷公使都筑阻扰李儁等人，同时英国代表也与日本串通一气，在各国代表间活动，千方百计阻止李儁等人列席会议。于是李儁等人又准备唤起国际舆论的支持，以此抗议日本的蛮横行为。他们在旅馆外插上韩国太极旗，并写成了一份揭露日本罪行、宣称乙巳条约无效的控告词，在海牙和平宫散发给各国代表及旁听民众，甚至在与万国和平会议同时同地举行的国际协会上向各国记者和万国和平会议代表的随行人员登坛演说，得到了当地新闻的大幅报道，许多人士纷纷要求万国和平会议通过同意韩国代表列席的决议。日本对此十分愤怒，而与会各国代表也为日本张目，反对李儁等人列席，并拍电报到汉城询问密使委任状是否属实。由于韩国的电信权已落入日本手中，伊藤博文遂借高宗之名通知会议委任状系伪造。李儁听说后忧愤交加，得了丹毒病，于7月14日在海牙呕血死去。然而这种说法是日本统监府报道的，在当时就风传李儁是自杀的。有人认为这一说法有所隐瞒，其实李儁是在退场时拔出短刀，剖腹自尽的。这一说法出现在韩国学者黄玹所著的《梅泉野录》及日本历史学家青柳南溟的《朝鲜史话和史迹》中。
1956年，大韩民国文教部国史编纂委员会成立专门小组对李儁死因展开调查，经过对相关文献资料和各界人士证词的详细调查研究以后，得出结论是：李儁割腹自杀的说法是为了引起民族公愤而被虚构出来的，是《大韩每日申报》的编辑梁起铎和申采浩经过商量以后炮制的“假新闻”。故对李儁的死因，无论韩国国史教科书还是李儁烈士纪念馆，都采取了“愤死”的说法。

## 身后
海牙密使事件发生以后，伊藤博文以此为借口逼高宗皇帝退位。1907年7月20日，高宗李熙退位，皇太子李坧登基，是为纯宗。纯宗刚即位，就在伊藤博文的指使下颁布诏书，称：
|  | 李相卨、李玮钟、李儁辈赋何凶性，包何阴谋，潜投海外，伪称密使，恣行炫惑，几使邦交乖损。究厥所为，合置重辟，其令法部照律严勘。 |

8月8日，被日本控制的大韩帝国政府将李相卨缺席判处死刑，李儁、李玮钟判无期徒刑。
1962年，大韩民国追叙李儁建国勋章。1963年，李儁的遗骸从海牙运回韩国安葬。

## 家庭
李儁有1子2女，其中他的儿子李镛后来流亡中国，参加了大韩义勇军、高丽革命军，后来信仰共产主义，加入高丽共产党，在苏联学习。1925年随苏联顾问鲍罗廷来到中国广东，参加大革命。1927年四一二政变以后追随中国共产党参加广州起义，后来转移到海陆丰革命根据地。此后又长期在东北抗日联军参与战斗，1945年归国，1948年作为金日成内阁的城市建设部长，后历任司法相、无任所相等职务。1954年去世。

## 评价
- 李儁是朝鲜和韩国殉国英雄之一。在朝鲜半岛，大部分人相信他是自杀殉国而死的，加上他一生孜孜不倦为独立富强奔走及英雄豪杰的风度，因此得到了人们的高度崇敬。韩国将他供奉在奖忠坛公园中，以使他受到后世的膜拜和瞻仰。
- 韩国近代人物张志渊对他这样评价道：“韩文公云：燕赵古称多慷慨悲歌之士。关北，韩之燕赵也。其人多豪放不羁，好以气节尚人，儁其尤著者。设遇国家无事之日，必能发脱颖锐，况在当日欤？然海牙事出而祸机益迫，不旋踵而又有今日，儁其不暝目于泉台也哉！”[11]
- 学者宋相焘对李儁殉国评价道：“人臣之为行人，而能尽其职者，乃不辱其君命也。然则李儁等奉使海牙，不能参会而徒杀身，是亦谓之善使耶？于乎初日本与群贼强夺其外交，勒约其保护，肆然公布曰：此皆韩让之、韩准之，以欺天下。制我皇上，且如婴儿。其穷凶极恶，无所不至，此环东土臣民之所切齿腐心者，而一人无声讨暴，白以泄其忿恚。唯儁远使海牙，剚腹溅血，使世界各国，皆知其我之痛冤，皆知其彼之勒胁。若儁者，真万古之忠。岂以不参会为辱命耶？”[12]

## 相关影视作品
- 朝鲜1979年电影《安重根击毙伊藤博文》中由朴太铢饰演李儁
- 朝鲜1984年电影《沒有回來的密使》